# Jean Bodin

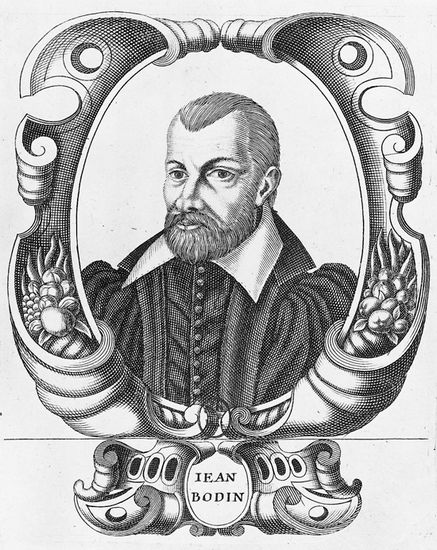
Jean Bodin.

Jean Bodin, también conocido en español como Juan Bodin o Juan Bodino (Angers, 1530 - Laon, 1596) fue un destacado intelectual francés que desarrolló sus ideas en los campos de la filosofía, el derecho, la ciencia política y la economía. Junto con el Cardenal Richelieu y sus juristas, se lo considera como uno de los fundadores del absolutismo francés.
A través de su obra hizo notables aportes a la Teoría del Estado. Al respecto puede mencionarse su libro Los Seis Libros de la República, en donde estableció tempranamente el concepto de "soberanía" y los fundamentos que inspirarían posteriormente a Hobbes y Locke; las bases teóricas de la monarquía absoluta (poder de mando, poder absoluto, poder indivisible, poder perpetuo). Otras contribuciones incluyen la supervisión de los poderes de los jueces y la administración y el establecimiento de distinciones fundamentales entre el Estado y el gobierno.

## Biografía
Bodin nació en una familia de artesanos acomodados, su madre de nombre Catherine Duterte y su padre Guillaume Bodin. En su juventud recibió formación en los claustros de los carmelitas en Angers. En París, siguió cursos en la Universidad y en el Collège de France, impregnándose de la escolástica medieval y del humanismo renacentista. A partir de 1549 fue liberado de los votos monacales. Estudió y enseñó derecho romano en la Universidad de Toulouse durante la década de 1550.
Volvió a París en 1561, en una época en que comienzan las guerras de religión. Bodin no es ajeno a su época, y habiendo sido fraile carmelita, se sintió atraído por las enseñanzas rabínicas, así como por la corriente reformada de Juan Calvino. 
En París ejerció como abogado y como miembro del Parlamento de París (tribunal superior de justicia).
A partir de 1566 comenzó a dedicarse a los temas que marcarán su pensamiento: la filosofía de la historia, la filosofía del Estado y la Economía. Siguiendo la línea de la Escuela de Salamanca en el ámbito francés, pero llegando a novedosas conclusiones de los conceptos de "tiranía", "poder político" y "bien común".
Asentado en Laon, ejerciendo como procurador, murió de peste en 1596.

## Pensamientos
El pensamiento de Bodin se proyecta al menos en dos direcciones: 

### Pensamiento político
Jean Bodin escribe y piensa en el contexto de las guerras de religión entre calvinistas (hugonotes) y católicos en la Francia del siglo XVI. Afirma que el origen de la autoridad está en el pacto que se da entre las diversas familias que componen las élites de una sociedad, que deberían ponerse de acuerdo en una persona o institución para que ejerza la autoridad y gobierne. Por ello, la persona que ostente la autoridad deberá tener todo el poder y ha de ser obedecida por todos. 
Para Bodin, Dios es el fundamento de la razón humana y de la naturaleza humana. Y luego los Hombres se ponen de acuerdo para buscar una autoridad. Por ello el Estado no ha de estar determinado por la metrópolis y ha de respetarla.
Existen diversas formas posibles de gobierno, teniendo en cuenta dónde se concentra la soberanía:
1. En la democracia el pueblo como cuerpo posee el poder soberano.
2. En la aristocracia la soberanía es poseída por una menor parte de dicho cuerpo.
3. En la monarquía la soberanía se concentra en una persona.

En su libro Démonomanie des sorciers, ofreció innumerables ideas de cómo torturar a posibles brujas y hechiceros, ideas muchas veces criticadas por sus propios compañeros de Parlamento. Según él creía, siguiendo estos métodos, la Inquisición no juzgaría injustamente a nadie.

### Pensamiento económico

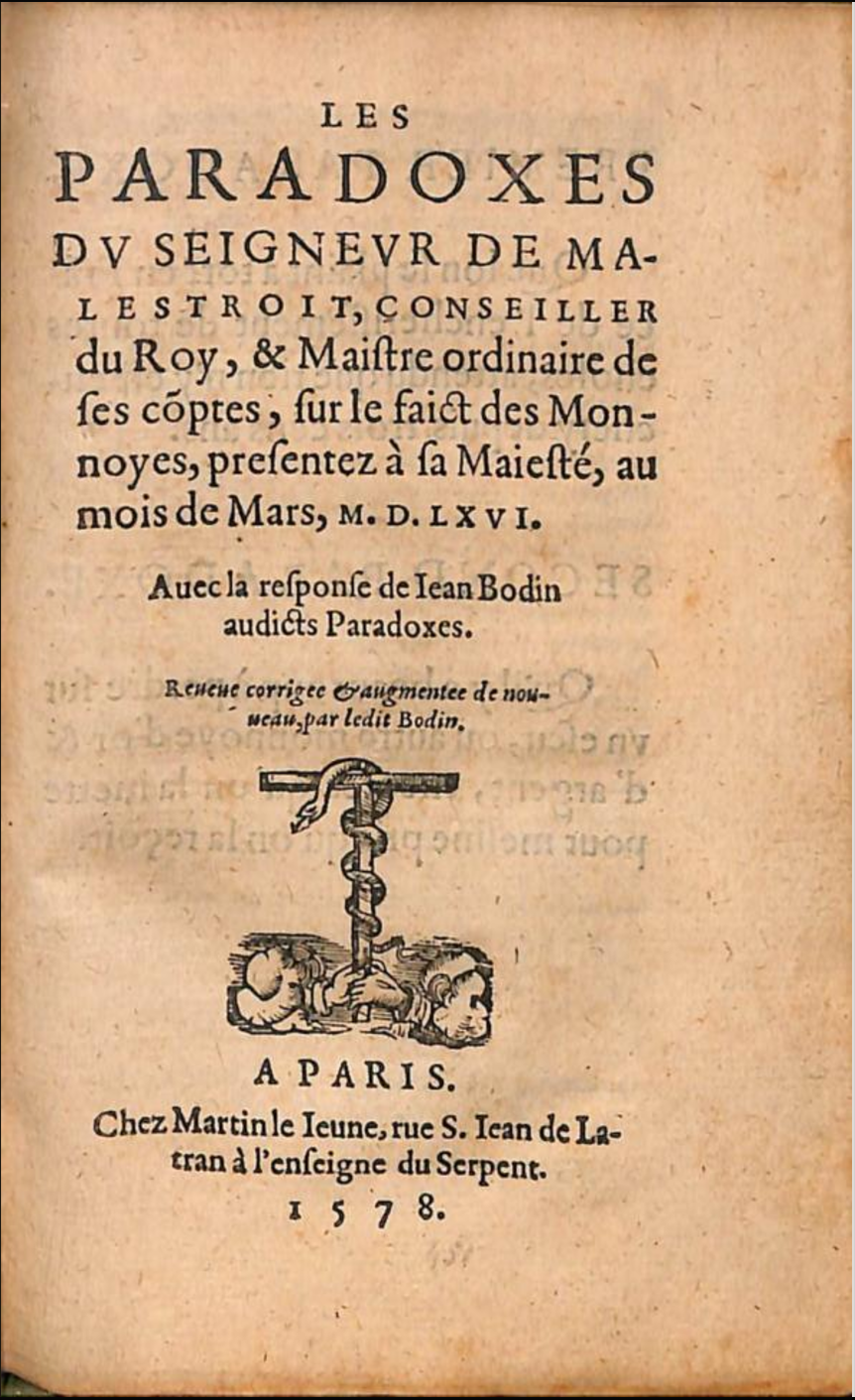
Les Paradoxes, edición de 1578.

Su primer texto sobre teoría monetaria fue una respuesta a Monsieur de Malestroit (Réponse de J. Bodin aux paradoxes de M. de Malestroit), quien había pretendido negar la subida de los precios a largo plazo. En su escrito, Bodin sostiene que los precios suben debido a diferentes causas, la principal de las cuales es el aumento de las cantidades existentes de oro y plata (señalando, además, la influencia de los monopolios y otras causas).
Publicado en 1568, el texto tuvo gran influencia en Europa. Por largo tiempo fue considerado como la primera exposición de una teoría cuantitativa del dinero. Pero esa impresión ha sido cuestionada tras el descubrimiento reciente de una construcción científica anterior sobre esta materia, elaborada por pensadores de la Escuela de Salamanca, particularmente, por Martín de Azpilcueta (1492-1586) y su obra Commentarius de usuris (Roma, 1556), quienes habían descrito ya los efectos inflacionistas de la masiva importación de metales preciosos. También fue algo advertido por Francisco López de Gómara (1511-1564) en sus inéditos Anales. Algunos sostienen que es probable que Bodin haya conocido las ideas de aquella escuela española (y señalan, en particular, que había coincidido con Martín de Azpilcueta en la Universidad de Toulouse).
Al analizar el fenómeno, entre otros factores señaló la relación entre la cantidad de bienes y la cantidad de dinero en circulación. Los debates de la época sentaron las bases de la teoría cuantitativa del dinero. Bodin mencionó otros factores: el aumento de la población, el comercio, la posibilidad de migraciones económicas y un consumo que consideraba despilfarrador.
En Los seis libros de la República (en el sexto, en particular), Bodin hace una exposición de principios económicos mercantilistas, abogando por el establecimiento de limitaciones a la salida de materias primas y a la importación de manufacturas no imprescindibles. Sin embargo, defiende el comercio internacional, sosteniendo que el beneficio de uno no supone necesariamente pérdida para otro.

## Obras
- Methodus ad facilem historiarum cognitionem (1566).
- Paradoxes de M. de Malestroit touchant le fait des monnaies et l'enrichissement de toutes choses (1568).
- Les six livres de la République (1576).
- De la démonomanie des sorciers / Sobre la demonomanía de los brujos (1580).
- Iuris universi distributio (1580).
- Le théâtre de la nature universelle (1596), incluido en el Índice de libros prohibidos de la Iglesia católica.
- Colloquium Heptaplomeres de rerum sublimium arcanis abditis, o Coloquio de los siete sabios sobre arcanos relativos a cuestiones últimas (inédito hasta 1858, ed. de L. Noack).